# فرد ديك
فرد ديك هو عسكري كندي، ولد في 27 ديسمبر 1922 في يارموث ‏ في كندا، وتوفي في 28 يونيو 2012.